# Savoyai Berta német-római császárné
Savoyai Berta (más néven: Torinói Berta) grófnő (1051. szeptember 21. – Mainz, 1087. december 27.) IV. Henrik német-római császár felesége, császárné.

## Származása
Savoyai Ottó gróf (1023–1060) és Szuzai Adelaida leányaként született 1051. szeptember 21-én, anyai nagyszülei pedig II. Ulrik Manfréd, Torinó és Szuza őrgrófja és Obertenghi-i Berta voltak.

## Ifjúsága, eljegyzése, házassága
Korai gyermekéveit leendő apósa, III. Henrik német-római császár udvarában töltötte, ugyanis még 1055. december 25-én, Zürichben eljegyezték a lányt a leendő IV. Henrik német-római császárral. Az esküvőre 1066. július 13-án került sor Trebur városában, a menyasszony 14, míg vőlegénye 15 esztendős volt akkor.

## Berta és férje kapcsolata, Henrik válási terve
Míg a külvilág számára Berta kétségkívül szerelmes volt férjébe, addig a férfi eleinte úgy tűnt, hogy irtózott hitvesétől, ami rendkívül meglepő magatartás volt a részéről, tekintve, hogy a kortársak leírásai szerint a hölgy igen szép volt. 
Egy szász krónikás, bizonyos Brúnó szerint, aki igen negatív képet festett Berta férjéről, megemlíti a férfi sorozatos hűtlenkedéseit is: „Két vagy három ágyasa is volt egyszerre, ugyanis még mindig nem volt elégedett (feleségével). Ha meghallotta valakitől, hogy országában egy csinos fiatal leány vagy asszony van, akár erőszakkal is utasította őt, hogy tegyen a kedvére. Az ő gyönyörű és nemes hitvesét, Bertát legtöbbször gyűlölte, ugyanis esküvőjük után nem sokszor látogatta meg az asszonyt hálószobájukban, csak amikor gyermeket akart tőle, ugyanis akaratán kívül adták össze őt feleségével.”
Ezen tények ismerete után nem is csoda, ha Henrik 1069-ben elindította a válási procedúrát, s egy, abban a korban szokatlanul őszinte indokkal magyarázta döntését: „A király nyilvánosan kijelentette a nemesurak előtt, hogy egyáltalán nem jó a feleségével való viszonya, és sokáig máshogy döntött volna, ám most már nem akarja magát meggondolni ezzel kapcsolatban. Nem hitvesét akarja vádolni a válás miatt, de a császár többé már nem képes folytatni házastársi kapcsolatukat. Isten nevében arra kérte nemeseit, hogy rossz érzések nélkül nézzék el neki házastársi köteléke felbontását, hogy később lehetősége nyíljék egy szerencsésebb frigyet kötni majd valaki mással. És senki ne gördítsen elébe akadályt, s Berta se próbáljon majd gátat szabni egy második házasságnak, mert akkor a császár csak veszekedni fog vele azért amiért nem olyan feleség volt, amilyet ő akart, ráadásul az asszony szüzessége is érintetlen maradt.” (Merseburgi Brúnó)

## A válás gondolatának kényszerű elvetése a császár részéről
A német püspöki kar szembeszállt a király által előterjesztett válási szándékkal, és II. Sándor pápa véleményét is kikérték az ügyben. A pápa Damiani Pétert, mint megbízott legátusát küldte a frankfurti birodalmi gyűlésre, aki meggyőzte a császárt, hogy tegyen le válási szándékáról. Úgy tűnt, Henrik beletörődött sorsába, s első leányuk, Adél egy évvel azután született, hogy a császár kezdeményezte a házasság felbontását.

## Gyermekeik
- Adél (1070 – 1079. június 4.)
- Henrik (1071–1071)
- Ágnes (1072/73 – 1143. szeptember 24.)
- Konrád (1074–1101), később, 1087-től III. Konrád néven  német-római király és Itália királya lett.
- Henrik (1081/1086–1125), később, 1099-től V. Henrik néven német-római császár és király. Felesége a 15 évvel fiatalabb Matilda angol királyi hercegnő volt, I. Henrik király leánya.

## A császárné utolsó évei, halála, Henrik új felesége
Berta is elkísérte férjét veszélyes utazására, a hírhedt Canossa-járásra, ahová magával vitte az akkor kétéves fiukat, Konrádot is. 1077. január 25. és január 28. között férjével maradt a jéghideg időjárás ellenére is, amikor Henrik azzal próbálta meg visszavétetni magát a pápa kegyeibe, hogy egyszerű, szegényes ruházatban, fagyoskodva álldogált napokig Őszentsége kastélya előtt.
Ezt követően Berta és férje Rómába utaztak, ahol az asszonyt 1084. március 31-én hivatalosan is német-római császárnévá koronázták, ám Henrik odaadó és hű felesége, öt gyermekének édesanyja mindössze három év múlva, 1087. december 27-én, csupán 36 esztendősen, Mainz városában elhunyt, a speyeri katedrálisban helyezték végső nyugalomra.
IV. Henrik ezek után 1089-ben, Kölnben újranősült, a gyermektelen Kijevi Eufrozina hercegnőt vette el, aki akkor már két éve özvegy volt, s aki császárnévá koronázásakor felvette az Adél (Adelheid) nevet. Tőle már nem született gyermeke. 